# 解胤樾
解胤樾，字用拙，号拙存，又称拙史，陕西韩城人，明代书法家、崇祯戊辰科进士。解经邦之子。

## 生平
天啓七年（1627年）丁卯科陕西鄉試第四名经魁。崇祯戊辰科（1628年）进士，任翰林院庶吉士。崇祯三年六月甲戌，授编修，父親逝世後患病家居，李自成入關後打算自殺，但念及母親年老放棄，隱居大華龍門。